# Portlaoise GAA
Portaloise GAA (en irlandais: Port Laoighise) est un club sportif de l’association athlétique gaélique (GAA) situé dans la ville de Portlaoise dans le comté de Laois en Irlande. Le club a été fondé en 1887. 
Portaloise GAA est le club le plus important du comté et le plus titré du Leinster avec 7 titres provinciaux, son trophée le plus prestigieux est le All-Ireland des clubs remporté en 1983 face au club de Clann na nGael du comté de (Roscommon GAA).
La devise du club en gaélique  est , "Gaelach i groi agus in aigne", littéralement "un Cœur et une âme gaélique".

## Palmarès
- All-Ireland Senior Club Football Championships: 1
  - 1983
- Leinster Senior Club Football Championships: 7
  - 1972, 1977, 1983, 1986, 1988, 2005, 2010
- Laois Senior Football Championships: 29
  - 1889, 1899, 1907, 1918, 1964, 1966,1967,1968,1970, 1971, 1976,1979,1981,1982,1984, 1985, 1986,1987,1990,1991,1999, 2002, 2004,2007,2008,2009,2010, 2011, 2012

### Les 7 victoires en championnat du Leinster
- 1971 Portlaoise 1-12 Athlone GAA 2-09
  - Capitaine: Mick Dooley

- 1976 Portlaoise 1-12 Cooley Kickhams 0-8
  - Capitaine: Mick Dooley

- 1982 Portlaoise 1-8 Ballymun Kickhams 0-7
  - Capitaine: Liam Scully

- 1985 Portlaoise  1-8 Baltinglass 1-8, à rejouer: Portlaoise 2-8 Baltinglass 1-9 
  - Capitaine: Bernie Conroy

- 1987 Portlaoise 1-8 Parnell’s 1-8, à rejouer: Portlaoise 1-7 Parnell’s 1-5 
  - Capitaine: Noel Prendergast

- 2004 Portlaoise 1-11 Skyrne 2-4
  - Capitaine: Colm Parkinson

- 2009 Portlaoise 1-9 Garrycastle 1-5
  - Capitaine: Brian McCormack

### Effectif 2013 de Portlaoise GAA
| N°  | Nom                     | Poste                   | Date de naissance |
| 1   | Michael Nolan (sportif) | Gardien de but          |                   |
| 2   | Malachy McNulty         | Arrière droit           |                   |
| 3   | Brian Mulligan          | Arrière central         |                   |
| 4   | David Seale             | Arrière gauche          |                   |
| 5   | Eoin Whelan             | Demi-défensif droit     |                   |
| 6   | Cahir Leahy             | Demi-défensif central   |                   |
| 7   | Tommy Fitzgerald        | Demi-défensif gauche    |                   |
| 8   | Conor Boyle             | Milieu                  |                   |
| 9   | Kieran Lillis           | Milieu                  |                   |
| 10  | Brian Glynn             | milieu offensif droit   |                   |
| 11  | Barry Fitzgerald        | Milieu offensif central |                   |
| 12  | Craig Rogers            | Milieu offensif gauche  |                   |
| 13  | Paul Cahillane          | Ailier droit            |                   |
| 14  | Brian McCormack         | Avant-centre            | capitaine         |
| 15  | Brian Smith             | Ailier gauche           |                   |
| rem | Paul Cotter             |                         |                   |
| rem | Kevin Fitzpatrick       |                         |                   |
| rem | Zach Tuohy              |                         |                   |
| rem | Adrian Kelly            |                         |                   |

### Staff technique
- Mick Lillis (Bainisteoir) Manager-entraineur